# Masibulele Makepula
Masibulele Makepula (ur. 3 marca 1973) – południowoafrykański pastor i bokser, złoty medalista Igrzysk Afrykańskich 1995 w Harare. Był reprezentantem Republiki Południowej Afryki na 26. Letnich Igrzyskach Olimpijskich. Od września 1996 walczył jako zawodowiec. Był mistrzem świata WBU w kategorii junior muszej w latach 1998–2000, WBO w kategorii junior muszej w roku 2000 oraz IBO w kategorii muszej w roku 2002. W 2000, po kontrowersyjnym werdykcie sędziowskim przegrał walkę o mistrzostwo świata prestiżowej federacji IBF w kategorii muszej z Kolumbijczykiem Irene Pacheco. Zawodową karierę bokserską zakończył w 2008.

## Kariera amatorska
W sierpniu 1994 był uczestnikiem igrzysk Wspólnoty Narodów, które miały miejsce w kanadyjskim mieście Victoria. Rywalizujący w kategorii słomkowej Makepula w 1/8 finału pokonał na punkty (26:10) Australijczyka Aarona Everetta. W kolejnym pojedynku rywalem reprezentanta RPA był Birju Sah. Makepula przegrał minimalną różnicą punktową, odpadając z dalszej rywalizacji.
W maju 1995 był uczestnikiem mistrzostw świata w Berlinie. Rywalizujący w kategorii słomkowej Makepula przegrał swoją pierwszą walkę na punkty (6:9) z Antonio Ciprianim, odpadając z dalszej rywalizacji. W sierpniu tego samego roku został złotym medalistą igrzysk afrykańskich w Harare. Makepula w ćwierćfinale pokonał reprezentanta Mauritiusu Riaza Durgaheda, w półfinale reprezentanta Nigerii Petera Okolo, a w walce o finał pokonał na punkty Egipcjanina Mohameda Solmana. W 1995 r. zwyciężył również w turnieju FESCAABA, rywalizując w kategorii słomkowej.
W marcu 1996 został wicemistrzem niemieckiego turnieju Chemistry Cup, który rozgrywany był w Halle. W finale kategorii słomkowej pokonał go reprezentant Niemiec Jan Quast. W lipcu tego samego roku reprezentował RPA na igrzyskach w Atlancie, rywalizując w kategorii słomkowej. Makepula zakwalifikował się na igrzyska, zostając mistrzem igrzysk afrykańskich w 1995. W pierwszym pojedynku na igrzyskach pokonał Debendrę Thapę, zwyciężając przed czasem w pierwszej rundzie. W kolejnym pojedynku zmierzył się z Hiszpanem Rafaelem Lozano, z którym przegrał na punkty (3:14), odpadając z turnieju przed ćwierćfinałem.

## Kariera zawodowa
Na zawodowym ringu zadebiutował 10 września 1996. W swoim debiucie pokonał przez techniczny nokaut w trzeciej rundzie Godfreya Leteane’a. W roku 1996 stoczył jeszcze dwa zwycięskie pojedynki, wygrywając przed czasem dwukrotnie w pierwszej rundzie. 1997 rok rozpoczął od pojedynku z Jacobem Tleru. Pojedynek, który odbył się w Carousel Casino zakończył się zwycięstwem Makepuli przez techniczny nokaut w czwartej rundzie. 8 marca 1997 stoczył swój pierwszy w karierze zawodowej pojedynek poza granicami RPA. W Convention Center zmierzył się z Meksykaninem Rodolfo Roblesem, wygrywając przez nokaut już w drugiej rundzie. Kolejne dwa pojedynki wygrał przed czasem w pierwszej rundzie, pokonując Rubena Contrerasa oraz Marlona Gayundato. W 1997 stoczył jeszcze trzy pojedynki, notując same zwycięstwa w tym dwa przed czasem.
21 lutego 1998 rywalem reprezentanta RPA był Filipińczyk Regie Palabrica. W pojedynku, który odbył się w południowoafrykańskim mieście New Brighton, Makepula zwyciężył przez nokaut w trzeciej rundzie. 16 maja stoczył swój dwunasty zawodowy pojedynek. W Gauteng zmierzył się z byłym mistrzem świata IBF w kategorii słomkowej Erikiem Chavezem. Makepula zwyciężył jednogłośną decyzją sędziów. Po ośmiu rundach sędziowie punktowali 80-73, 80-72, 79-74. Niecałe dwa miesiące później, w lipcu pokonał przez nokaut w czwartej rundzie Benjie Concepciona. 22 września 1998 zmierzył się z byłym mistrzem świata WBO w kategorii słomkowej, Rafaelem Torresem. Pojedynek zakończył się techniczną decyzją, a zwycięzcą został ogłoszony Makepula, który do czasu przerwania walki prowadził na wszystkich kartach punktowych. Stawką pojedynku było mistrzostwo świata WBU w kategorii junior muszej. Tytuł dwukrotnie obronił w 1999, pokonując jednogłośnie na punkty Lorenzo Trejo oraz przez nokaut w pierwszej rundzie José Laureano.
19 lutego 2000 zmierzył się z rodakiem Jacobem Matlalą w pojedynku o mistrzostwo świata WBO w kategorii junior muszej. Makepula przystępował do tego pojedynku jako niepokonany zawodnik, mając na koncie 16 zwycięstw. Matlala miał w dorobku ponad 60 zawodowych pojedynków, w których zdobył między innymi mistrzostwo świata WBO w kategorii muszej i junior muszej. Pojedynek odbył się w południowoafrykańskim mieście Brakpan. Makepula zwyciężył na punkty, zdobywając pierwszy pas prestiżowej federacji w swojej zawodowej karierze. Sędziowie punktowali 117-112, 118-112, 117-114, wszyscy jednogłośnie na korzyść Makepuli. Tytułu WBO nigdy nie bronił. 24 maja 2000 przystąpił do drugiej obrony mistrzowskiego pasa WBU w kategorii junior muszej. Makepula w drugiej obronie tytułu zwyciężył reprezentanta Argentyny Marcosa Obregóna, którego pokonał bardzo wyraźnie na punkty (240-223, 240-225, 240-216). Jeszcze w 2000 zwakował tytuł WBU w kategorii junior muszej, o który walczyli później Jacob Matlala oraz Todd Makelim.

### Pojedynek z Irene Pacheco
10 listopada 2000 zmierzył się z Kolumbijczykiem Irene Pacheco. Stawką pojedynku było mistrzostwo świata prestiżowej federacji IBF w kategorii muszej. Była to trzecia obrona mistrzostwa przez Kolumbijczyka, który przystępował do tego pojedynku niepokonany w 26 pojedynkach. Pojedynek odbył się w ekskluzywnym hotelu i kasynie Mandalay Bay Resort, w Las Vegas. Walka zakończyła się punktowym zwycięstwem obrońcy tytułu, Irene Pacheco. Wynik wzbudził kontrowersje, gdyż pretendent Masibulele Makepula był w tym pojedynku lepszy, wyraźnie zdobywając przewagę w poszczególnych rundach. Również komentatorzy stacji ESPN2 byli pewni wygranej reprezentanta Republiki Południowej Afryki.

### Dalsza kariera
Na ring powrócił 22 sierpnia 2001, pokonując jednogłośnie na punkty Filipińczyka Roya Doligueza. 26 stycznia 2002 zmierzył się w Londynie z Filipińczykiem Melvinem Magramo o wakujące mistrzostwo świata IBO w kategorii muszej. Makepula zwyciężył przez techniczny nokaut w dziewiątej rundzie, zdobywając swój pierwszy pas w kategorii muszej. W pierwszej obronie tytułu jego rywalem był rodak Mzukisi Sikali. Do pojedynku doszło 14 września 2002 w Carnival City, Brakpan. Po dwunastu rundach sędziowie wypunktowali zwycięstwo pretendenta, przyznając mu decyzję dwa do remisu. 3 października 2003 doszło do rewanżu pomiędzy bokserami. Ponownie lepszy okazał się Sikali, który zwyciężył przez techniczny nokaut w czwartej rundzie.
Pierwszą walkę od czasu porażki z Sikalim stoczył 12 marca 2004, pokonując przez techniczny nokaut w czwartej rundzie Johannesa Maisę. Do końca 2004 stoczył jeszcze trzy pojedynki, wszystkie wygrywając.
25 lutego 2005 zdobył pas WBC International w kategorii supermuszej, pokonując jednogłośnie na punkty Filipińczyka Rolly’ego Matsushitę (Rolly’ego Lunasa). Tytuł obronił dwukrotnie w 2006. W pierwszej obronie, 10 lutego 2006 pokonał Filipińczyka Juna Talape, zwyciężając przez nokaut w szóstej rundzie. W drugiej obronie, 31 marca 2006 pokonał reprezentanta Francji Christophe’a Rodriguesa, wygrywając z nim wyraźnie na punkty. 23 września 2006 zmierzył się z Meksykaninem Jorge Arce w pojedynku, który miał status walki eliminacyjnej do mistrzostwa świata WBC w kategorii supermuszej. Makepula przegrał ten pojedynek przez techniczny nokaut w czwartej rundzie po tym jak sędzia ringowy, Vic Drakulich przerwał pojedynek.
Ostatni zawodowy pojedynek stoczył 31 maja 2008. W dwunastorundowym pojedynku o mistrzostwo świata IBO w kategorii supermuszej pokonał go rodak Zolile Mbityi.

## Poza ringiem
Po zakończeniu kariery został pastorem w Johannesburgu. 12 grudnia 2013 wziął udział w ceremonii pogrzebowej swojego byłego rywala na ringu zawodowym – Jacoba Matlali, rozpoczynając ceremonię modlitwą.

## Lista walk na zawodowym ringu
| Legenda |
| SD – decyzja niejednogłośna \| D – remis \| TKO – techniczny nokaut \| MD – decyzja większości sędziów \| DQ – dyskwalifikacja \| NC – walka nieodbyta \| RTD – poddanie przez narożnik \| KO – nokaut |

| Wynik     | Rekord | Przeciwnik           | Werdykt | Runda | Data       | Miejsce                                                         | Tytuł                                    |
| --------- | ------ | -------------------- | ------- | ----- | ---------- | --------------------------------------------------------------- | ---------------------------------------- |
| Przegrana | 28 – 5 | Zolile Mbityi        | SD      | 12/12 | 2008-05-31 | Emperors Palace, Kempton Park, Gauteng, RPA                     | IBO (kategoria supermusza)               |
| Przegrana | 28 – 4 | Jorge Arce           | TKO     | 4/12  | 2006-09-23 | Dodge Arena, Hidalgo, Teksas, USA                               | Eliminator WBC (kategoria supermusza)    |
| Wygrana   | 28 – 3 | Christophe Rodrigues | UD      | 12/12 | 2006-03-31 | Wembley Indoor Arena, Johannesburg, Gauteng, RPA                | WBC International (kategoria supermusza) |
| Wygrana   | 27 – 3 | Jun Talape           | KO      | 6/12  | 2006-02-10 | Graceland Hotel Casino, Secunda, Mpumalanga, RPA                | WBC International (kategoria supermusza) |
| Wygrana   | 26 – 3 | Andriej Kostin       | UD      | 10/10 | 2005-06-24 | Orient Theatre, East London, Eastern Cape, RPA                  |                                          |
| Wygrana   | 25 – 3 | Rolly Matsushita     | UD      | 12/12 | 2005-02-25 | Orient Theatre, East London, Eastern Cape, RPA                  | WBC International (kategoria supermusza) |
| Wygrana   | 24 – 3 | Sergio Santillán     | KO      | 10/10 | 2004-11-19 | Carousel Casino, Hammanskraal, Gauteng, RPA                     |                                          |
| Wygrana   | 23 – 3 | Zamumzi Xola         | KO      | 6/8   | 2004-07-23 | Carousel Casino, Hammanskraal, Gauteng, RPA                     |                                          |
| Wygrana   | 22 – 3 | Lunga Ntontela       | TKO     | 3/10  | 2004-04-24 | Orient Theatre, East London, Eastern Cape, RPA                  |                                          |
| Wygrana   | 21 – 3 | Johannes Maisa       | TKO     | 4/8   | 2004-03-12 | Carousel Casino, Hammanskraal, Gauteng, RPA                     |                                          |
| Przegrana | 20 – 3 | Mzukisi Sikali       | TKO     | 4/12  | 2003-10-03 | Carnival City Casino, Brakpan, Gauteng, RPA                     | IBO (kategoria musza)                    |
| Przegrana | 20 – 2 | Mzukisi Sikali       | MD      | 12/12 | 2002-09-14 | Carnival City, Brakpan, Gauteng, RPA                            | IBO (kategoria musza)                    |
| Wygrana   | 20 – 1 | Melvin Magramo       | TKO     | 9/12  | 2002-01-26 | York Hall, Bethnal Green, Londyn, Wielka Brytania               | IBO (kategoria musza)                    |
| Wygrana   | 19 – 1 | Roy Doliguez         | UD      | 10/10 | 2001-08-22 | Carousel Casino, Hammanskraal, Gauteng, RPA                     |                                          |
| Przegrana | 18 – 1 | Irene Pacheco        | MD      | 12/12 | 2000-11-10 | Mandalay Bay Resort & Casino, Las Vegas, Nevada, USA            | IBF (kategoria musza)                    |
| Wygrana   | 18 – 0 | Marcos Obregón       | UD      | 12/12 | 2000-05-24 | Carnival City, Brakpan, Gauteng, RPA                            | WBU (kategoria junior musza)             |
| Wygrana   | 17 – 0 | Jacob Matlala        | UD      | 12/12 | 2000-02-19 | Carnival City, Brakpan, Gauteng, RPA                            | WBO (kategoria junior musza)             |
| Wygrana   | 16 – 0 | José Laureano        | KO      | 1/12  | 1999-08-28 | Carousel Casino, Hammanskraal, Gauteng, RPA                     | WBU (kategoria junior musza)             |
| Wygrana   | 15 – 0 | Lorenzo Trejo        | UD      | 12/12 | 1999-02-27 | York Hall, Bethnal Green, Londyn, Wielka Brytania               | WBU (kategoria junior musza)             |
| Wygrana   | 14 – 0 | Rafael Torres        | TD      | 5/12  | 1998-09-22 | Madison Square Garden, Nowy Jork, Nowy Jork, USA                | WBU (kategoria junior musza)             |
| Wygrana   | 13 – 0 | Benjie Concepcion    | KO      | 4/8   | 1998-07-04 | Carousel Casino, Hammanskraal, Gauteng, RPA                     |                                          |
| Wygrana   | 12 – 0 | Eric Chavez          | UD      | 8/8   | 1998-05-16 | Carousel Casino, Hammanskraal, Gauteng, RPA                     |                                          |
| Wygrana   | 11 – 0 | Regie Palabrica      | KO      | 3/10  | 1998-02-21 | Centenary Hall, New Brighton, Port Elizabeth, Eastern Cape, RPA |                                          |
| Wygrana   | 10 – 0 | Johannes Motseke     | TKO     | 4/10  | 1997-12-13 | Mdantsane Indoor Centre, East London, Eastern Cape, RPA         |                                          |
| Wygrana   | 9 – 0  | Luis Briones         | KO      | 2/10  | 1997-11-08 | Village Green, Durban, KwaZulu-Natal, RPA                       |                                          |
| Wygrana   | 8 – 0  | Nokuthula Tshabangu  | PTS     | 8/8   | 1997-08-23 | Nasrec Indoor Arena, Johannesburg, Gauteng, RPA                 |                                          |
| Wygrana   | 7 – 0  | Marlon Gayundato     | KO      | 1/8   | 1997-06-24 | Carousel Casino, Hammanskraal, Gauteng, RPA                     |                                          |
| Wygrana   | 6 – 0  | Ruben Contreras      | TKO     | 1/8   | 1997-04-05 | Carousel Hotel & Casino, Temba, RPA                             |                                          |
| Wygrana   | 5 – 0  | Rodolfo Robles       | KO      | 2/4   | 1997-03-08 | Convention Center, Albuquerque, Nowy Meksyk, USA                |                                          |
| Wygrana   | 4 – 0  | Job Tleru            | TKO     | 4/6   | 1997-01-21 | Carousel Casino, Hammanskraal, Gauteng, RPA                     |                                          |
| Wygrana   | 3 – 0  | Benjamin Khonkie     | TKO     | 1/6   | 1996-11-12 | Carousel Casino, Hammanskraal, Gauteng, RPA                     |                                          |
| Wygrana   | 2 – 0  | Phindile Mazaleni    | TKO     | 1/6   | 1996-10-19 | Orient Theatre, East London, Eastern Cape, RPA                  |                                          |
| Wygrana   | 1 – 0  | Godfrey Leteane      | TKO     | 3/4   | 1996-09-10 | Carousel Casino, Hammanskraal, Gauteng, RPA                     | Debiut                                   |

Na podstawie oraz przypisów użytych w biogramie